# Вулиця Стеценка (Львів)
Вулиця Стеценка — вулиця у Шевченківському районі міста Львів, місцевість Збоїща. Пролягає від міжбудинкового проїзду біля будинку № 267 по вулиці Богдана Хмельницького, паралельно вулиці Грінченка, завершується глухим кутом.

## Історія та забудова
Вулиця виникла у складі селища Збоїща, не пізніше 1952 року отримала назву Сонячна. У 1958 році, коли селище увійшло до складу Львова, вулиця отримала сучасну назву на пошану українського композитора Кирила Стеценка.
До вулиці приписані лише три житлові багатоповерхові будинки — № 7, № 9 та № 11.